# Edvardas Kaniava
Edvardas Kaniava (*  1. Juli 1937 in Klaipėda) ist ein litauischer Sänger und sozialdemokratischer Politiker.

## Leben
Nach dem Abitur 1954 am Aušros-Gymnasium Kaunas in Kaunas studierte Edvardas Kaniava ab 1954 zwei Semester an der Lietuvos veterinarijos akademija, um zum Kauno medicinos institutas ohne Aufnahmeprüfungen zu gelangen. Von 1955 bis 1960 absolvierte er als Sänger das Diplomstudium bei Petras Oleka an der Lietuvos valstybinė konservatorija (LVK).
Von 1958 bis 1993 war Edvardas Kaniava Solist bei Lietuvos operos ir baleto teatras. Von 1966 bis 1967 bildete er sich weiter in Sofia (Bulgarien). Ab 1979 lehrte er an der LVK, ab 1981 als Dozent, ab 1988 als Professor. Seit 2005 lehrte er an der Klaipėdos universitetas. Von 2000 bis 2004 war er Mitglied im Seimas, von 2004 bis 2006 Berater des Ministerpräsidenten Algirdas Brazauskas.
Ab 1995 war Edvardas Kaniava Mitglied der LDDP, danach der LSDP.
Mit seiner Frau Barbara Abramavičiūtė-Kaniavienė hat er die Kinder Andrius und Edvardas.

## Auszeichnungen
- 1997: Gediminas-Orden, 3. Stufe[7]
- 1998: Medaille von Gottlieb Fritz
- 2006: Preis "Vyriausybės kultūros ir meno premija"